# Respect (филм)
 (транскр.  Респект) је биографско-драмски филм из 2021. године темељен на животу америчке певачице Арете Френклин. Редитељка филма је Лисл Томи (у свом редитељском дебију), из сценарија списатељице Трејси Скот Вилсон, док је звезда филма Џенифер Хадсон као Френклин. Споредне улоге играју Форест Витакер, Марлон Вејанс, Одра Макдоналд, Марк Марон, Тајтус Берџес, Сејкон Сенгбло, Хејли Килгор, Скај Дакота Тарнер, Тејт Донован и Мери Џеј Блајџ.
Филм је биоскопски издат 13. августа 2021. године у Сједињеним Државама, дистрибутера United Artists Releasing-а, и 9. септембра 2021. године у Србији, дистрибутера Taramount Film-а. Филм је добио позитивне критике критичара, уз похвале изведбама ансамбла (посебно Хадсониног), продукцијским вредностима, музици и костимографији, али је добио и критике због сценарија и дугог трајања.

## Радња
Пратећи успон каријере Арете Френклин од тренутка када је као девојчица певала у црквеном хору свог оца до момента када је постала интернационална суперзвезда, Respect је изванредна истинита прича о музичкој икони која је на путу да пронађе свој глас.

## Улоге
| Глумац             | Улога                   |
| ------------------ | ----------------------- |
| Џенифер Хадсон     | Арета Френклин          |
| Форест Витакер     | К. Л. Френклин          |
| Марлон Вејанс      | Тед Вајт                |
| Одра Макдоналд     | Барбара Сиферс Френклин |
| Марк Марон         | Џери Векслер            |
| Тајтус Верџес      | Џејмс Кливланд          |
| Сејкон Сенгбло     | Ерма Френклин           |
| Хејли Килгор       | Каролин Френклин        |
| Тејт Донован       | Џон Хамонд              |
| Мери Џеј Блајџ     | Дајна Вошингтон         |
| Келвин Хер         | Сам Кук                 |
| Хедер Хедли        | Клара Ворд              |
| Лодрик Колинс      | Смоки Робинсон          |
| Бренда Никол Мурер | Бренда Френклин-Корбет  |